# Cinema Corso
Il Cinema Corso era una sala cinematografica storica di Torino, progettata nel 1925 dall'architetto Vittorio Bonadè Bottino; era ritenuta un capolavoro dell'Art déco piemontese. In stile tardo-eclettico, il palazzo affacciava su una delle arterie principali della città, corso Vittorio Emanuele II, ma l'ingresso del cinema era dal civico nº 65 della via Carlo Alberto. Andò a fuoco a causa di un incendio il 10 marzo del 1980; l'incendio - che non causò vittime - venne probabilmente scatenato dal cortocircuito di un trasformatore, a seguito di surriscaldamento.
Il cinema poteva ospitare 2 000 posti, capienza significativa per l'epoca, ed era dotato di uno dei primi ascensori della città. La sera dell'incendio venne proiettato il film Amityville Horror, pellicola del 1979 commercializzata in Italia con il titolo L'incendio della casa maledetta. Dopo l'incendio e la successiva ristrutturazione, con integrale recupero degli spazi, divenne una sede della banca Sanpaolo IMI.
Dal 2020 è una sede della BPER Banca.